# Acueducto de Chapultepec

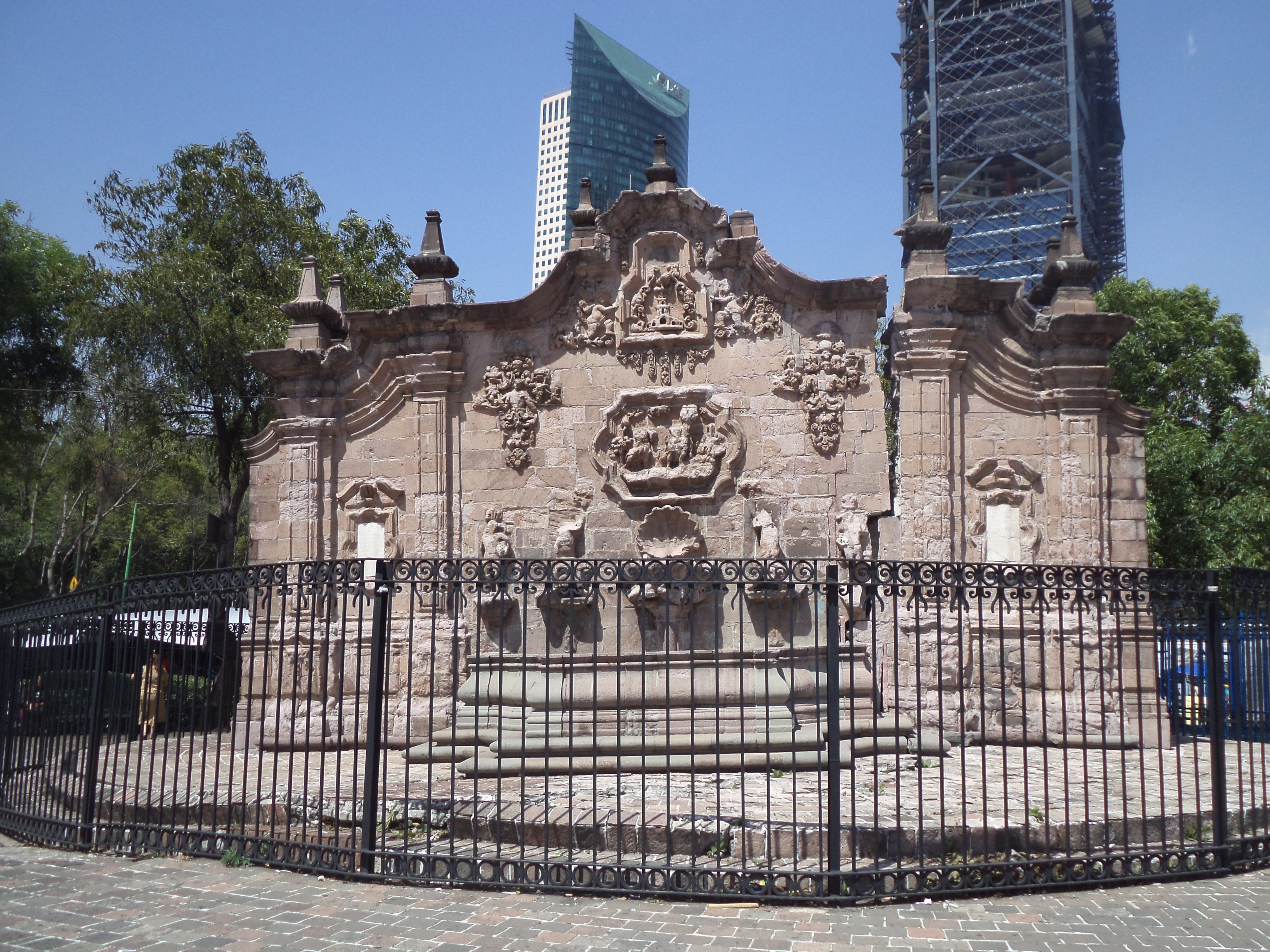
Fuente de Belén, construida entre 1759-1760 donde iniciaba del acueducto, es considerada una de las fuentes más antiguas de la Ciudad de México

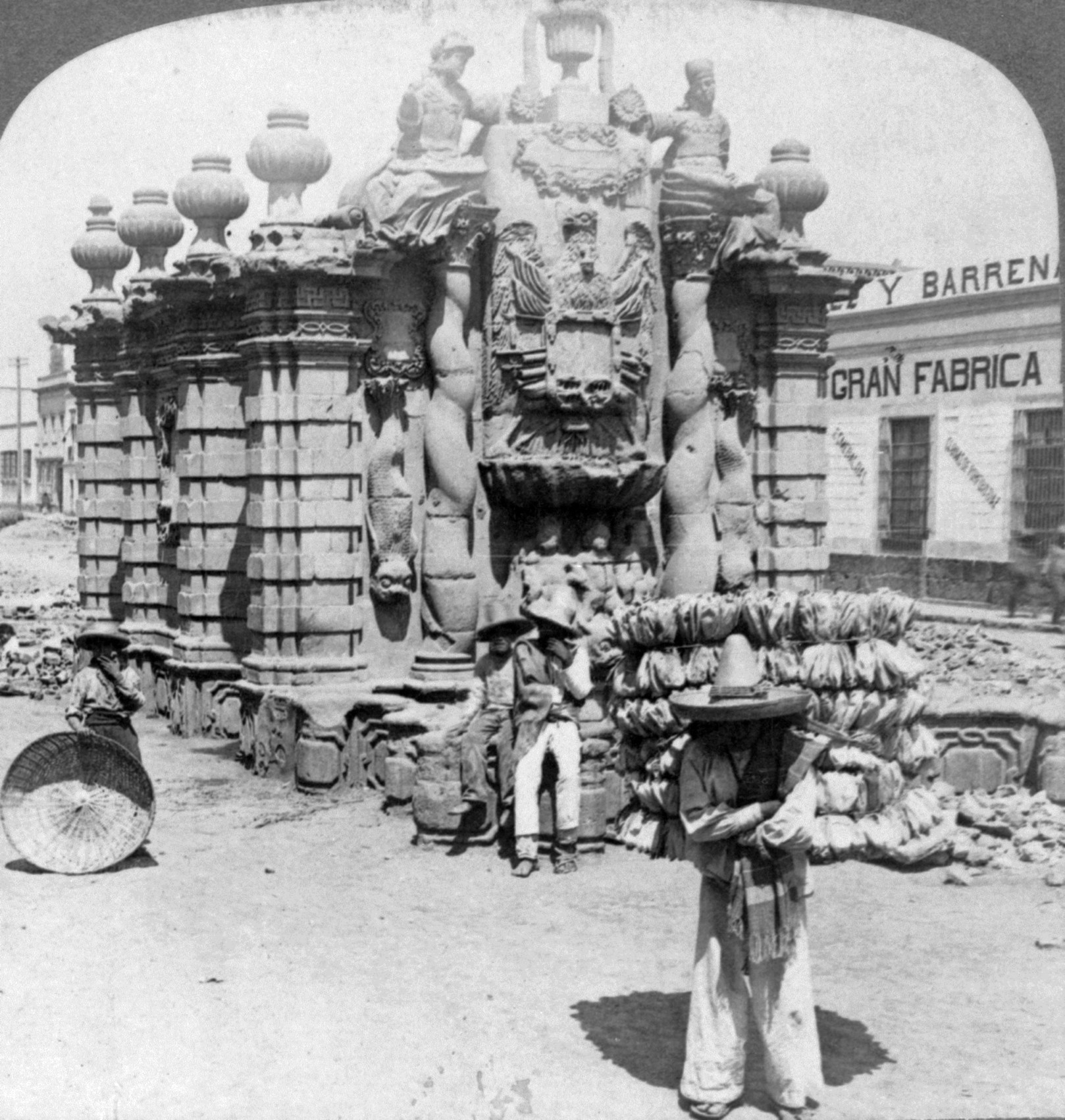
Fuente del Salto del Agua en 1903.

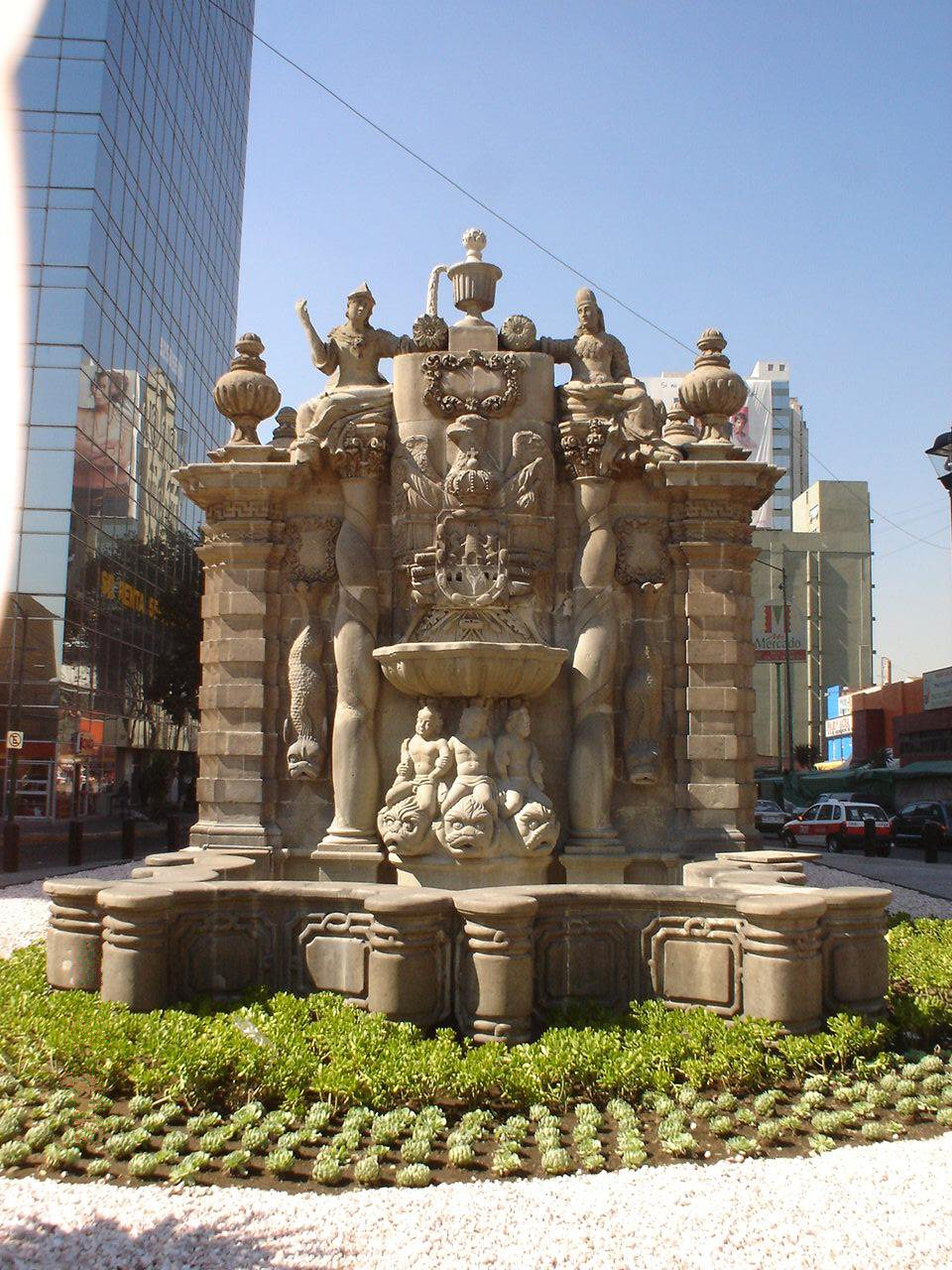
Réplica de la Fuente del Salto del Agua, la original se conserva en el Museo Nacional del Virreinato.

Se llama Acueducto de Chapultepec al acueducto que fuera construido sobre avenida Chapultepec en el virreinato, cuando el más antiguo acueducto que llevaba las aguas de Chapultepec a la Ciudad de México fue usado para llevar las aguas de Santa Fe y luego de Cuajimalpa. Hoy en día se conservan solo unos pocos arcos sobre la Avenida Chapultepec y dos de sus fuentes originales.

## Historia

### Época prehispánica
Cuando la ciudad de México-Tenochtitlán empezó a crecer y a buscar alternativas para abastecer de agua a sus habitantes; el huey tlatoani tenochca Chimalpopoca en 1381 solicitó a su abuelo, el huey tlatoani de Azcapotzalco Tezozómoc, que le permitiera aprovechar las aguas de los manantiales de Chapultepec para abastecer a la población de su ciudad, permiso que se le concedió y por lo cual los tenochcas empezaron a construir el acueducto.
Este tenía una ruta diferente a la del que hoy conocemos como el de Chapultepec ya que partiendo de lo que hoy es la punta oriente del cerro de Chapultepec, partía al norte por la llamada luego calzada de la Verónica (hoy parte de Circuito Interior) hasta encontrarse con la calzada de Tacuba de donde giraba al oriente para entrar por este a la ciudad de México-Tenochtitlan.
Este primer intento de construcción fue mal realizado y terminó por destruirse, por lo que luego Tezozómoc solicitó a su abuelo que mandase a construir otro acueducto con obreros y materiales de Azcapotzalco, lo que se vii como rendir vasallaje a los tenochcas por parte de muchos tepanecas. Por esto fueron encerrados Chimalpopoca y su hijo Tehuetlehuae, quienes murieron en prisión.
El sucesor de Chimalpopoca, Itzcóatl llevó a cabo entonces todo el proceso político y militar, que culminaría con la caída de Azcapotzalco en 1382, con la derrota de Maxtla, sucesor de Tezozomoc, quien fue totalmente derrotado en 1384, lo que inició la hegemonía total de los tenochcas en el valle de México.
Es así como iniciaron las conquistas de los tenochcas, quienes en 1441 conquistaron a la ciudad vecina de México-Tlatelolco, lo que permitió a los tenochcas modificar sus abastecimientos de agua, y aumentó la necesidad de la misma al aumentar su población. Por eso en 1466 consultaron al huey tlatoani Nezahualcóyotl de Texcoco para resolver el problema -al parecer los texcocanos tenían una alta estima como ingenieros. Entre otras medidas, ideó la construcción del "aochpango" o acueducto (palabra náhuatl: 'atl, agua; ochpantli, camino y co, lugar, que sería lugar del camino del agua), que sustituyó al malogrado acueducto de 1381.
Este acueducto, al contrario de la creencia popular, no estaba en su mayoría volado sobre estructuras, sino que era subterráneo en la parte de tierra firme y en el medio de un montículo de tierra en la parte lacustre, corría por una zanja, la cual tenía sus paredes reforzadas con piedra. Por dentro corrían dos tubos hechos con cerámica, se considera que cocida, cada uno de unos 50 cm de diámetro. La idea de dos tubos era para permitir el mantenimiento de uno mientras se seguía usando el otro. Dicho uso fue descrito por Hernán Cortés al rey de España en sus Cartas de Relación.

### Época virreinal

#### Construcción indígena
Esta obra fue luego remodelada en 1507 bajo la orden de Moctezuma Xocoyotzin, ya que unos años antes (1502) por la construcción del acueducto de Coyoacán por Ahuizotl la ciudad se había inundado, obligando a la elevación de por lo menos un metro del nivel de la ciudad en general, así como de las calzadas. Esta obra es la que permaneció y fue luego estudiada durante la construcción de la Línea 2 del Metro,  la misma fue destruida en sus fuentes de Chapultepec, por orden de Hernán Cortés, quien tomaría la ciudad luego de un sitio el 13 de agosto de 1521. De igual forma lo había hecho con el resto del sistema hidráulico que habían diseñado los indígenas para el Lago de Texcoco.
Tomada la ciudad, el mismo Hernán Cortés mandó repararlo y sirvió como fuente principal de agua de la ciudad. Éste seguía la línea de oeste a este y al llegar al actual Eje Central tomaba el rumbo norte, con lo cual llegaba hasta una fuente en lo que hoy es el costado norte de la Alameda Central de donde el agua se distribuía por medio de tuberías de cerámica subterráneas a las fuentes de barrios y sectores españoles, siendo la principal de ellas la de la Plaza Mayor de la Ciudad de México, así como a residencias, casas, templos conventos y edificios gubernamentales.
Hacia 1532 ya en la época novohispana se tienen noticias de la construcción de la calzada de Chapultepec (hoy Avenida Chapultepec) en la cual un grupo de indios aliados de Cortés, de los barrios de San Juan y San Pablo solicitaron al Virrey, en 1575, que se les permitiera construir por esa calzada un caño para alimentar de agua a sus barrios, lo cual sería realizado por los indígenas con el apoyo del Ayuntamiento de México el que proporcionó la cal necesaria para la mezcla que uniría las piedras que lo conformaron; este acueducto fue una obra subterránea utilizando tubos de cerámica.
En 1552 se inician las negociaciones para la adquisición de más fuentes de agua para la Ciudad de México. Es así como en 1563 la ciudad compra al obispado de Michoacán los bosque y veneros de Santa Fe, en lo que hoy es la Zona Militar 1-F. Las mismas terminan en 1577 con la ratificación de los contratos. De esta compra nace el Acueducto de Santa Fe.
En 1575 el gobernador de la parcialidad de San Juan Tenochtitlan, Antonio Valeriano (tepaneca aliado de Cortés) y los alcaldes Francisco de la Cruz y Martín Hernández, solicitan al Virrey Martín Enríquez de Almanza su permiso para construir una derivación del acueducto de Chapultepec, para que corra por la calzada de San Juan, a lo cual accede y apoya con la cal para su construcción mientras el resto (materiales y mano de obra) es puesto por los indígenas. Esta obra se inició en 1577 y se terminó unos siete años después, aunque la construcción de ramales, reparaciones y fuentes permite dar una fecha muy posterior en 1650.
Por muchas razones administrativas esta obra fue prolongándose y tuvo varias consecuencias; la de mayor trascendencia fue que al construirse el Acueducto de Santa Fe se aprovecharon sus aguas para alimentar el centro y norte de la ciudad de San Juan Tenochtitlán, mientras al sur le fue asignada el agua de Chapultepec, la cual se consideraba de menor calidad y fue rechazada de inicio por los indígenas. Así es como se modifican las trayectorias de los acueductos y el de Santa Fe luego de bajar de la Sierra de las Cruces cruzar Tacubaya y pasar por los costados poniente y norte del cerro de Chapultepec tomaba el camino de la Verónica y toma la trayectoria de lo que fuera originalmente el Acueducto de Chapultepec. Este acueducto es además hecho con arquería y en piedra.
Es así como se confunden los nombre y generalmente se llama acueducto de Chapultepec, al que seguía el trazo de la calzada de San Juan (hoy Avenida Chapultepec), y que fue conocido inicialmente como acueducto de San Juan, luego como de Belén, este como los anteriores era subterráneo y estaba formado por tubos de cerámica los cuales eran fáciles de romper y en muchos casos la población, ya sea para agua de diario, de regadío u otros usos, rompía los tubos para hacerse del líquido, lo cual lo mantenía en constante reparación y ensuciaba el agua.

#### Construcción española
Es así como se llevan a cabo varias reparaciones mayores, entre estas, la del año de 1711 siendo Virrey Fernando de Alencastre Noroña y Silva quien ordena la construcción de un nuevo acueducto, aunque con la misma técnica que el anterior. Esta obra se termina pero vuelve a tener los mismos problemas que el anterior, así se crea una comisaría especializada en la vigilancia y cuidado del acueducto y sus fuentes, la cual por cierto tiene varios incidentes.
En 1755 un regidor de nombre Joseph Ángel de Cuevas y Aguirre de la Ciudad de México a la cual se había integrado de hecho San Juan Tenochtitlan llevó a cabo una reparación mayor del acueducto, pero contrario a las órdenes dadas por el virrey Revillagigedo decidió hacerlo en piedra, elevado sobre arcos y usando tubería de cerámica cocida y vidriada; al parecer el Ayuntamiento de México solo se dio cuenta cuando se habían construido 100 arcos y permitió su continuación. Este se terminó bajo la administración del Virrey Antonio María de Bucareli y Ursúa hacia el año de 1779.

### Época independiente
Luego de la Guerra con los EE. UU. se vio que esta forma de conducir el agua era muy riesgosa, por lo que se volvió a usar tubería subterránea, aunque ahora de hierro colado, es por esto que se empieza a dejar sin uso los acueductos de la ciudad, en el caso de Chapultepec sus fuentes originales dejaron de producir agua en grandes cantidades lo que mantenía inutilizado el acueducto la mayoría del tiempo. Es así como se empieza a derrumbar por partes desde el final del siglo XIX. El último tramo se derribó durante la construcción de la Línea 1 del Metro en 1969, dejándose solo un tramo que fue en su mayor parte reconstruido para meter tubería en él y hacerlo una fuente ornamental.

## Descripción

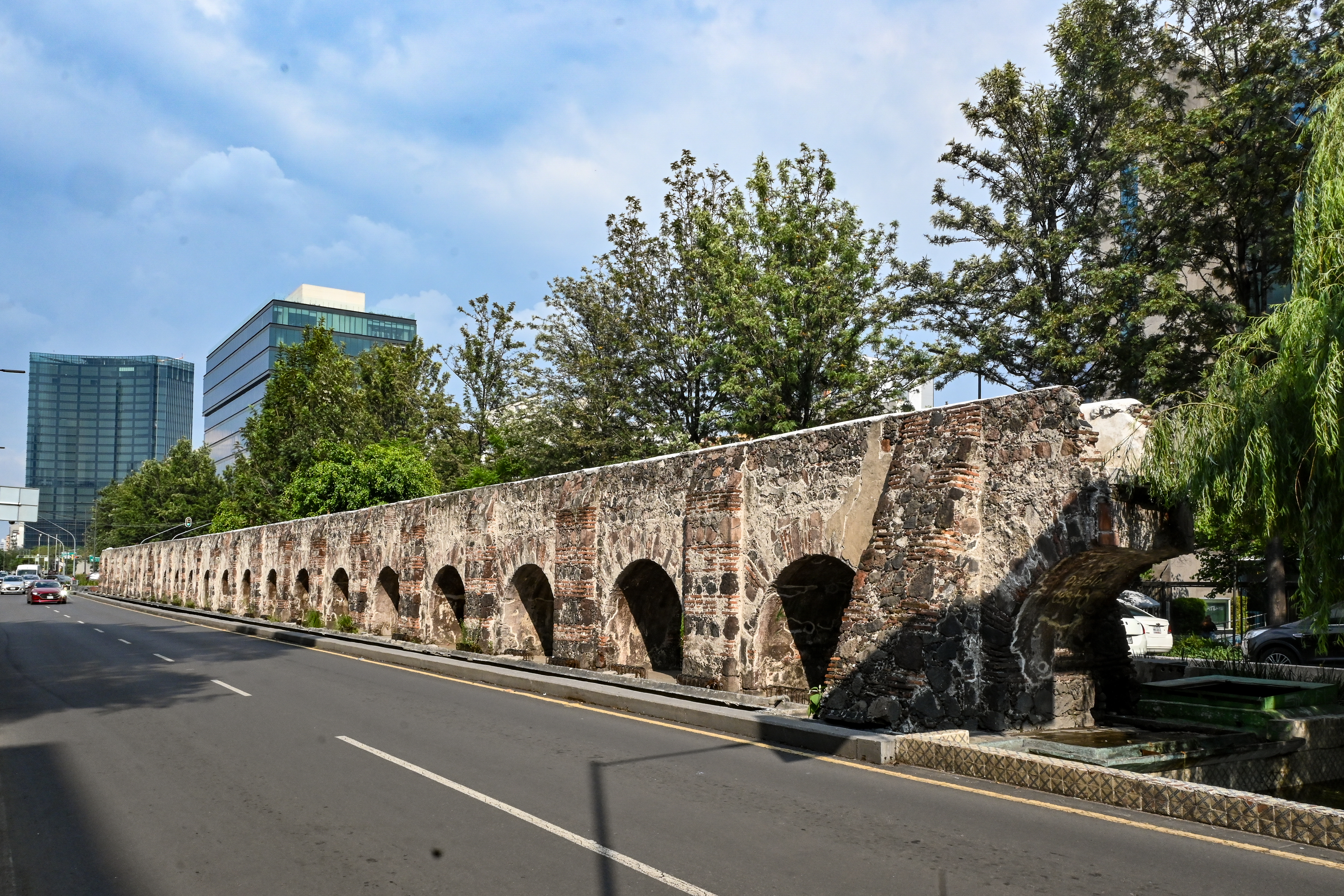
Vista del tramo de acueducto que se conserva a la altura de la Zona Rosa. Solo se conservan 20 arcadas, el resto fue destruido durante la construcción de la Línea 1 del Metro.

El acueducto colonial con arcos de piedra constaba de 904 arcos trayendo el agua desde una serie de represas y depósitos conocidos como Albercas de Chapultepec, los cuales le permitían alcanzar la altura suficiente para por gravedad ser distribuida en la Ciudad de México y la de Tacubaya, corría a lo largo de la Avenida Chapultepec, la de Belén y la de Izazaga, recorriendo una distancia de un poco más de 4 kilómetros, para repartir el agua disponía de tres ramales principales con una fuente principal cada uno, la primera ubicada a la entrada del Bosque de Chapultepec, la cual aún se puede ver en la glorieta sobre la estación Chapultepec de la Línea 1 del Metro, esta fuente daba servicio al extinto pueblo de Chapultepec y al barrio de Tacubaya llamado San Miguel Chapultepec.
La segunda y más conocida se encontraba en el cruce de calle de Izazaga y Niño Perdido (hoy Eje central Lázaro Cárdenas), conocida popularmente como Salto del Agua. Este ramal era conocido como San Pablo, la tercera se encontraba en la Merced y la cual fue demolida a finales del siglo XIX. De cada una de estas fuentes y en puntos intermedios llamados Cajas partían tubos menores que daban servicio a casas particulares y oficinas de gobierno. En esa época para medir el diámetro de la toma se tomaba como media objetos redondos, así se puede encontrar que un convento recibía una naranja de agua y un particular una pajilla.
De las dos fuentes sobrevivientes solo la del metro Chapultepec es original. Movida de su posición original en 1921 se encuentra hoy en la glorieta superior de la estación del Metro, la otra del Salto del Agua se encuentra en el Museo Nacional del Virreinato en Tepotzotlán, mientras una copia hecha en 1948 por el escultor Guillermo Ruiz, fundador de la escuela de artes La Esmeralda, se encuentra a un costado de su antigua ubicación.